# Хофштадтер, Ричард
Ричард Хофштадтер (также Хофстадтер; англ. Richard Hofstadter; 6 августа 1916, Буффало, штат Нью-Йорк — 24 октября 1970, Нью-Йорк) — американский историк, специализирующийся на политической и социальной истории США; защитил кандидатскую диссертацию по теме «Социальный дарвинизм в американской мысли» в 1942 году, профессор в Колумбийском университете; член коммунистической партии (1938—1939); был дважды удостоен Пулитцеровской премии — в 1956 и 1964 годах.

## Биография

### Ранняя жизнь и образование
Хофштадтер родился в Буффало, штат Нью-Йорк, в 1916 году в семье еврейского отца Эмиля А. Хофштадтера и немецко-американской матери-лютеранки Кэтрин (Хилл), которая умерла, когда Ричарду было десять.
Он учился в средней школе Фосдик-Мастен-Парк в Буффало. Затем Хофштадтер изучал философию и историю в Университете в Буффало, с 1933 года, под руководством дипломатического историка Джулиуса У. Пратта.
Несмотря на сопротивление со стороны обеих семей, он женился на Фелис Свадос в 1936 году после того, как они с Фелис провели несколько летних каникул в Хантер-колонии, штат Нью-Йорк, их близкой подруги в течение многих лет; у них был один ребёнок, Дэн.
Хофштадтер был воспитан в Англиканстве, но позже больше отождествлял себя со своими еврейскими корнями. Антисемитизм мог стоить ему стипендии в Колумбийском университете и привлекательной профессуры. Еврейский зал славы Буффало перечисляет его как одного из «еврейских буффалонцев, которые внесли значительный вклад в мир.»
В 1936 году Хофштадтер поступил в докторантуру по истории в Колумбийском университете, где его советник Мерл Курти демонстрировал, как синтезировать интеллектуальную, социальную и политическую историю на основе вторичных источников, а не первичных архивных исследований.
В 1938 году он стал членом Коммунистической партии, но вскоре разочаровался в сталинской партийной дисциплине и показательных процессах. После выхода из членства в августе 1939 года после Пакта Гитлера-Сталина он сохранил критическую левую точку зрения, которая все ещё была очевидна в американской политической традиции в 1948 году.

## Определение как «историк консенсуса»
В 1946 году Хофштадтер поступил на факультет Колумбийского университета, а в 1959 году сменил Аллана Невинса на посту профессора американской истории, где он сыграл важную роль в руководстве диссертациями.
По словам его биографа Дэвида Брауна, после 1945 года Хофштадтер философски «порвал» с Чарлзом Бирдом, и двинулся вправо, став лидером «консенсусных историков», термин, который Хофштадтер не одобрял, но который широко применялся к его явному неприятию идеи Брида о том, что единственной основой для понимания американской истории является фундаментальный конфликт между экономическими классами.
В пересмотре этой точки зрения Кристофер Лэш писал, что в отличие от «историков консенсуса» 1950-х годов Хофштадтер рассматривал консенсус классов в интересах бизнеса не как силу, а «как форму интеллектуального банкротства и, более того, как отражение не здорового чувства практического, а господства американской политической мысли популярными мифологиями.»

В своей работе Американская политическая традиция, рассматривая политику с критической левой точки зрения, Хофштадтер отверг черно-белую поляризацию между политиками, выступающими за бизнес, и политиками, выступающими против бизнеса. Сделав явную ссылку на Джефферсона, Джексона, Линкольна, Кливленда, Брайана, Уилсона и Гувера, Хофштадтер сделал заявление о консенсусе в американской политической традиции, которое было расценено как «ироническое»: 
Ожесточенность политической борьбы часто вводила в заблуждение, ибо кругозор основных соперников в основных партиях всегда был ограничен горизонтами собственности и предпринимательства. Несмотря на разногласия по конкретным вопросам, основные политические традиции разделяли веру в права собственности, философию экономического индивидуализма, ценность конкуренции; они признавали экономические добродетели капиталистической культуры как необходимые качества человека.
Позже Хофштадтер жаловался, что это замечание в наспех написанном предисловии, запрошенном редактором, было причиной того, что его «несправедливо причислили» к категории «историков консенсуса», таких как Бурстин, который отмечал этот вид идеологического консенсуса как достижение, в то время как Хофштадтер сожалел об этом. Хофштадтер несколько раз выражал свою неприязнь к термину «историк консенсуса» и критиковал Бурстина за чрезмерное игнорирование существенных конфликтов в истории. В более раннем варианте предисловия он писал:
Американская политика всегда была ареной, на которой боролись, компрометировали, корректировали конфликты интересов. Когда-то эти интересы были секционными; теперь они имеют тенденцию более четко следовать классовым линиям; но с самого начала американские политические партии, вместо того чтобы ясно и решительно представлять отдельные секции или классы, были межклассовыми партиями, охватывающими мешанину интересов, которые часто имеют причины для борьбы между собой.
Хофштадтер отверг трактовку Бирда истории как череду исключительно экономически мотивированных групповых конфликтов и финансовых интересов политиков. Он считал, что большинство периодов истории США, за исключением Гражданской войны, могут быть полностью поняты только с учётом имплицитного консенсуса, разделяемого всеми группами по ту сторону линии конфликта. Он критиковал поколение Бирда и Вернона Джеймса Паррингтона за то, что они:
придавайте конфликту такое чрезмерное значение, что требовалось противоядие…. Мне кажется ясным, что политическое общество вообще не может держаться вместе, если в нем нет какого-то консенсуса, и все же ни одно общество не имеет такого полного консенсуса, который был бы лишен значительного конфликта. Все дело в пропорциях и акцентах, что очень важно в истории. Конечно, очевидно, что у нас был один полный провал консенсуса, который привел к Гражданской войне. Можно было бы использовать это как крайний случай, когда консенсус рушится.
В 1948 году он опубликовал «Американскую политическую традицию», интерпретационные исследования 12 крупнейших американских политических лидеров с XVIII по XX века. Книга имела успех и была продана почти миллионным тиражом в университетских кампусах, где она использовалась в качестве учебника истории; критики находили её «скептической, свежей, ревизионистской, иногда ироничной, не будучи резкой или просто разрушительной.»
Название каждой главы иллюстрирует парадокс: Томас Джефферсон — «Аристократ как демократ», Джон Кэлхун — «Маркс Мастер-класса», а Франклин Рузвельт — «Патриций как оппортунист». Стиль Хофштадтера был настолько мощным и захватывающим, что профессора продолжали назначать книгу ещё долго после того, как ученые пересмотрели или отвергли её основные положения.

## Политические взгляды
Под влиянием своей жены, Хофштадтер был членом Коммунистической лиги молодежи в колледже, а в апреле 1938 года вступил в Коммунистическую партию США; он вышел из неё в 1939 году. Хофштадтер неохотно присоединился к ней, зная, какую ортодоксальность она навязывает интеллектуалам, указывая им, во что верить и что писать. Он был разочарован зрелищем Московских показательных процессов, но писал: «Я присоединяюсь без энтузиазма, но с чувством долга… основная причина, по которой я присоединился, заключается в том, что я не люблю капитализм и хочу от него избавиться.» Он оставался антикапиталистом, писал: «Я ненавижу капитализм и все, что с ним связано», но также разочаровался в сталинизме, находя Советский Союз «по существу недемократическим», а Коммунистическую партию жесткой и доктринерской. В 1940-х годах Хофштадтер отказался от политических причин, чувствуя, что интеллектуалы не более склонны «найти удобный дом» при социализме, чем при капитализме.
Биограф Сьюзен Бейкер пишет, что Хофштадтер «находился под глубоким влиянием политических левых 1930 — х годов…. Философское влияние марксизма было настолько интенсивным и непосредственным в годы становления Хофштадтера, что оно составляло большую часть его кризиса идентичности….Влияние этих лет, создало его ориентацию на американское прошлое, сопровождавшееся браком, установлением образа жизни и выбором профессии.»
Гири приходит к выводу, что «Для Хофштадтера радикализм всегда представлял собой скорее критическую интеллектуальную позицию, чем приверженность политической активности. Хотя Хофштадтер быстро разочаровался в Коммунистической партии, он сохранил независимую левую точку зрения и в 1940-е годы. Его первые книги „Социал-дарвинизм в американской мысли“ (1944) и „Американская политическая традиция“ (1948) имели радикальную точку зрения.»
В 1940-х годах Хофштадтер назвал Бирда «захватывающим влиянием на меня»[уточнить]. Хофштадтер специально отреагировал на модель социального конфликта Бирда в истории США, в которой подчеркивалась борьба между конкурирующими экономическими группами (в первую очередь фермерами, южными работорговцами, северными промышленниками и рабочими) и игнорировалась абстрактная политическая риторика, которая редко переводилась в действие. Бирд побуждал историков искать скрытые экономические интересы и финансовые цели воюющих сторон.
К 1950-м и 1960-м годам Хофштадтер имел прочную репутацию в либеральных кругах. Лоуренс Кремин писал, что «главная цель Хофштадтера в написании истории…Он должен был переформулировать американский либерализм так, чтобы он мог более честно и эффективно противостоять нападкам как левых, так и правых в мире, принявшем основные идеи Дарвина, Маркса и Фрейда.» Альфред Казин определил свое использование иронии: «Он был насмешливым критиком и пародистом каждой американской утопии и ее диких пророков, естественным противником моды и ее сатириком, существом, подвешенным между мраком и весельем, между презрением к ожидаемому и безумной пародией.»
В 2008 году консервативный комментатор Джордж Уилл назвал Хофштадтера «культовым публичным интеллектуалом либеральной снисходительности», который «отвергал консерваторов как жертв недостатков характера и психологических расстройств— „параноидального стиля“ политики, коренящегося в „статусной тревоге“. Консерватизм поднялся на волне голосов, поданных людьми, раздраженными либерализмом снисходительности.»

## Поздняя жизнь
Возмущенный радикальной политикой 1960-х годов и особенно студенческой оккупацией и временным закрытием Колумбийского университета в 1968 году, Хофштадтер начал критиковать методы студенческих активистов. Его друг Дэвид Герберт Дональд сказал: «Как либерал, критиковавший либеральную традицию изнутри, он был потрясен растущими радикальными, даже революционными настроениями, которые он ощущал среди своих коллег и студентов. Он никогда не разделял их упрощенного, моралистического подхода.»
Брик говорит, что считал их «простодушными, моралистичными, безжалостными и разрушительными.» Более того, он «крайне критически относился к студенческой тактике, полагая, что она основана на иррациональных романтических идеях, а не на разумных планах достижимых перемен, что она подрывает уникальный статус университета как институционального бастиона свободной мысли и что она неизбежно вызовет политическую реакцию правых.»
Коутс утверждает, что его карьера неуклонно двигалась слева направо и что его вступительная речь в Колумбийском университете 1968 года «представляла собой завершение его обращения к консерватизму.»
Несмотря на сильное несогласие с их политическими методами, он пригласил своих радикально настроенных студентов обсудить с ним цели и стратегию. Он даже нанял одного из них, Майка Уоллеса, чтобы тот сотрудничал с ним в работе «Американское насилие: документальная история» (1970); студент Хофштадтера Эрик Фонер говорил, что книга «полностью противоречит видению нации, спокойно развивающейся без серьезных разногласий.»
Хофштадтер планировал написать трехтомную историю американского общества, но к моменту своей смерти закончил только первый том «Америка в 1750 году: Социальный портрет» (1971).

## Поздние работы
Как историк, Хофштадтер в своей новаторской работе использовал концепции социальной психологии для объяснения политической истории. Он исследовал подсознательные мотивы, такие как тревога социального статуса, антиинтеллектуализм, иррациональный страх и паранойя, поскольку они стимулируют политический дискурс и действия в политике. Историк Ллойд Гарднер писал: «В более поздних очерках Хофштадтер специально исключал возможность ленинской интерпретации американского империализма.»

### Сельскохозяйственный идеал
Эпоха реформ, книга Ричарда Хофштадтера анализирует идеал йомена в сентиментальной привязанности Америки к моральному превосходству фермы над городом. Хофштадтер—сам человек из большого города-отмечал, что аграрный идеал был «своего рода данью уважения, которую американцы отдавали воображаемой невинности своего происхождения; однако называть его мифом не означает называть его ложным, поскольку он эффективно воплощает ценности американского народа, глубоко влияя на их восприятие правильных ценностей, а следовательно, и на их политическое поведение.» В этом вопросе акцент делается на важности работ Джефферсона и его последователей в развитии сельскохозяйственной промышленности в США, поскольку они устанавливают аграрный миф и его значение в американской жизни и политике—несмотря на индустриализацию сельских и городских районов, которая сделала миф спорным.
Антиинтеллектуализм в американской жизни (1963) и Параноидальный стиль в американской политике (1965) его книги описывающие американский провинциализм, предостерегая от антиинтеллектуального страха перед космополитическим городом, представленным как зло ксенофобскими и антисемитскими популистами 1890-х годов. Они прослеживают прямую политическую и идеологическую линию между популистами и антикоммунистическим сенатором Джозефом Маккарти и маккартизмом, политической паранойей, проявившейся в его время. Научный руководитель Хофштадтера, Мерле Курти писал, что «позиция Хофштадтера столь же предвзята его городским происхождением… как работа старых историков была предвзята их сельским происхождением и традиционными аграрными симпатиями.»

### Иррациональный страх
Идея партийной системы (1969) — работа описывает происхождение первой партийной системы как опасений, что (другая) политическая партия угрожает уничтожить республику.
Прогрессивные историки: Тернер, Бирд, Паррингтон (1968) — работа которая анализирует и критикует интеллектуальные основы и историческую обоснованность историографии Бирда и выявляют растущую склонность Хофштадтера к неоконсерватизму.
Сам Хофштадтер считал, что Фредерик Джексон Тернер больше не был полезным гидом по истории, потому что он был слишком одержим границами, и его идеи слишком часто имели «фунт лжи на каждые несколько унций правды.»

## Смерть и наследие
Хофштадтер умер от лейкемии 24 октября 1970 года в больнице Маунт-Синай на Манхэттене в возрасте 54 лет.
Хофштадтер проявлял больше интереса к своим исследованиям, чем к преподаванию. В студенческих классах он читал вслух черновики своих работ. Будучи старшим профессором в ведущем аспирантском университете, Хофштадтер руководил более чем 100 законченными докторскими диссертациями, но уделял своим аспирантам лишь поверхностное внимание; он считал, что эта академическая широта позволяет им найти свои собственные модели истории. Среди них были Герберт Гутман, Эрик Фонер, Лоуренс У. Левин, Линда Кербер и Паула С. Фас. Некоторые из них, такие как Эрик Маккитрик и Стэнли Элкинс, были более консервативны, чем он; у Хофштадтера было мало учеников, и он не основал школы исторического письма.
После смерти Хофштадтера, Колумбийский университет посвятил ему запертый книжный шкаф с его работами в библиотеке Батлера, но когда состояние библиотеки ухудшилось, его вдова Беатрис, которая позже вышла замуж за журналиста Теодора Уайта, попросила убрать его.

## Работы
- Social Darwinism in American Thought, 1860—1915, Philadelphia: University of Pennsylvania Press, 1992 [1944], ISBN 978-0-8070-5503-8.
- The Development of Academic Freedom in the United States (New York: Columbia University Press, 1955).
- The Paranoid Style in American Politics, and Other Essays (New York: Knopf, 1965).
- The Idea of a Party System: The Rise of Legitimate Opposition in the United States, 1780—1840 (Berkeley: University of California Press, 1969).
- Хофстедтер Р. Американская политическая традиция и её создатели = The American Political Tradition and the Men Who Made It (1948). — М. : Наука : СП «Квадрат», 1992. — 425,[2] с. — (Библиотечка журнала «США — экономика, политика, идеология») — ISBN 5-8498-0008-5
- Ричард Хофштадтер. Параноидальный стиль мышления в американской политике